# Дормидонтов, Николай Константинович
Дормидонтов Николай Константинович (1891—1975) — советский кораблестроитель, специалист в области архитектуры и конструкций речных и морских судов, доктор технических наук, профессор, заведующий кафедрой в Ленинградском институте инженеров водного транспорта, автор десятков научных работ, в том числе монографий и учебников, Заслуженный деятель науки и техники РСФСР.

## Биография
Родился в 1891 году в Самаре в многодетной семье чиновника контрольной палаты.
В 1909 году окончил с золотой медалью Самарскую гимназию и в тот же год поступил на кораблестроительное отделение Санкт-Петербургского политехнического института. После окончания 5 курса ППИ во время Первой Мировой войны окончил Николаевское инженерное училище, работал техником в отделе торговых портов и Пензенском техническом бюро. В 1920 году направлен на срочный выпуск, окончил Петроградский политехнический институт в 1921 году. После окончания вуза работал на Балтийском заводе конструктором, главным конструктором по корпусной части, помощником начальника КБ. Был Главным инженером «Судопроекта» (1930—1934 годы) и «Речсудопроекта» (1934—1938 годы). Участвовал в проектировании буксирных теплоходов, рефрижераторов, лихтеров, лесовозов и пассажирских судов.
С 1921 года одновременно с работой на производстве занимался преподавательской деятельностью: читал курс корабельной архитектуры на кораблестроительном факультете Ленинградского Политехнического института, а с 1930 года, после преобразования факультета в самостоятельный вуз, в Кораблестроительном институте. В 1923 году получил ученое звание доцента, с 1934 года — профессор. С 1938 года заведовал кафедрой в Ленинградском институте инженеров водного транспорта. В 1943 году после защиты диссертации получил ученую степень доктора технических наук.
Являлся членом научно-технического совета Речного регистра СССР и Наркомречфлота.
Автор монографии «Речное судостроение» (1930 г.)

## Награды и звания
Награждён медалью «За доблестный труд в Великой Отечественной войне 1941—1945 г.г.».
Заслуженный деятель науки и техники РСФСР (1967 г.)

## Память
В 1976 году его имя присвоено речному теплоходу.